# Nikita Afanasjew

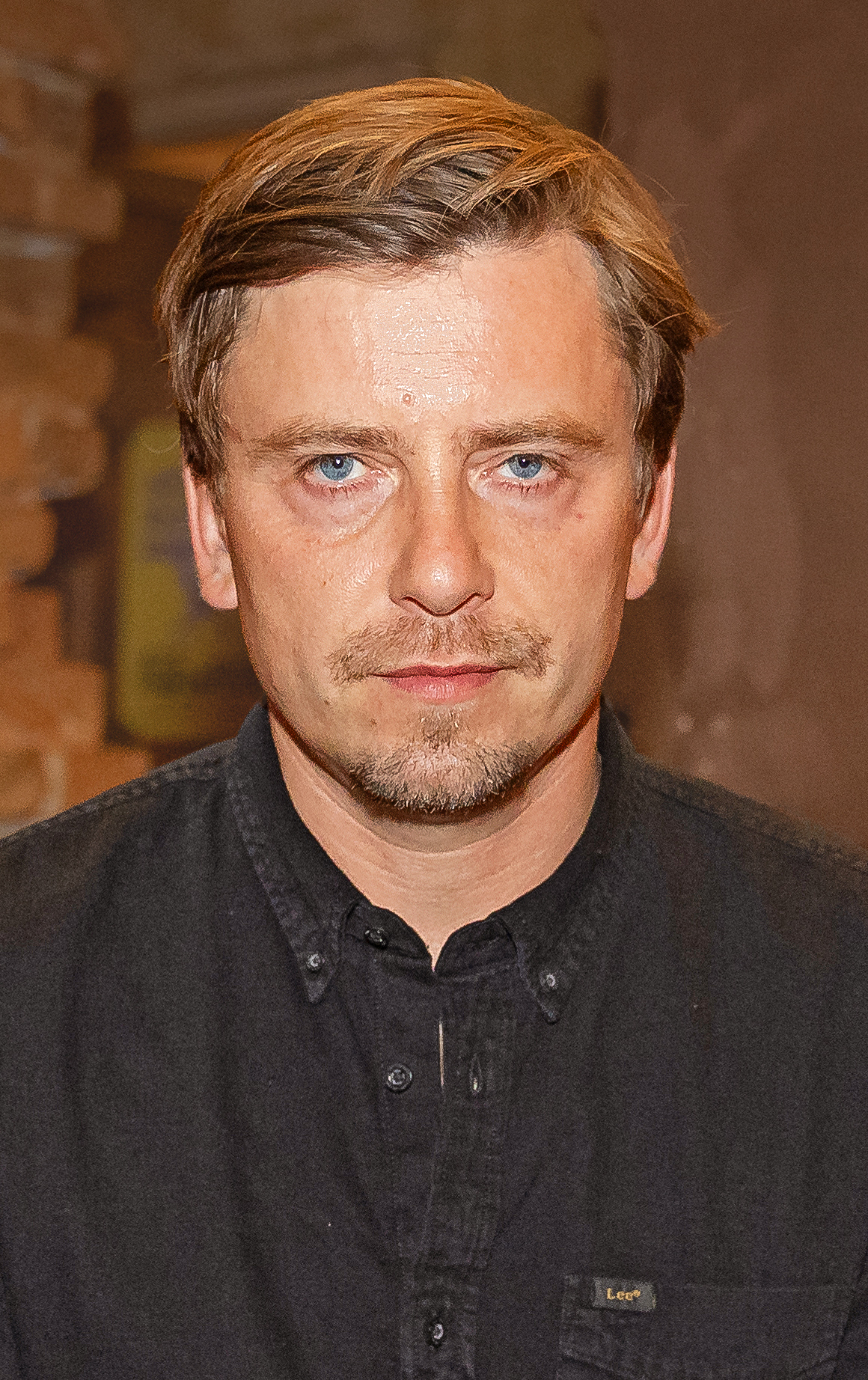
Nikita Afanasjew (2024)

Nikita Afanasjew (geb. 8. November 1982 in Tscheljabinsk, Sowjetunion) ist ein deutscher Autor und Journalist. Als Journalist schreibt er unter dem Namen Nik Afanasjew.

## Leben
Afanasjew wuchs auf der asiatischen Seite des Uralgebirges in der russischen Industriemetropole Tscheljabinsk auf. Als er zehn Jahre alt war, immigrierten seine deutschstämmige Mutter sowie sein russischer Vater mit ihm nach Deutschland.
Mit 17 Jahren begann Afanasjew journalistisch zu arbeiten. Zunächst war er freier Sportreporter für die WAZ, wo er vor allem Fußballberichte verfasste. Er studierte Sozialwissenschaften und Journalistik an den Universitäten Düsseldorf, Prag (Tschechische Republik), Hamburg und Stellenbosch (Südafrika). In Südafrika arbeitete er außerdem als Basketballtrainer in einem Township.
Nach zahlreichen Stationen als freier Journalist absolvierte Afanasjew 2011 bis 2013 ein Volontariat beim Tagesspiegel in Berlin.
Er schreibt seither als freier Reporter für Tagesspiegel, taz, 11 Freunde, Dummy, VICE und weitere Zeitungen und Zeitschriften.
Im Herbst 2017 erschien mit Banküberfall, Berghütte oder ans Ende der Welt sein Debütroman bei Voland & Quist. Laut Kulturexpresso.de hat „Nikita Afanasjew ein vielschichtiges Buch vorgelegt. Es geht um das richtige Leben im falschen, um Lebensmut- und Lebensfeigheit und die ewige Frage nach dem Sinn der ganzen Angelegenheit“.
Im Mai 2018 erschien sein erzählendes Sachbuch König, Krim und Kasatschok bei btb. Er begibt sich darin auf eine Reise durch Russland, um das heldenhafte Land zu finden, das sein Vater in ihrer gemeinsamen Heimat sieht.
Als Drehbuchautor ist Afanasjew an der Entwicklung mehrerer Spielfilm-Projekte in der Schweiz beteiligt.
Afanasjew ist aktives Mitglied der Deutschen Autorennationalmannschaft. Er lebt in Berlin.

## Auszeichnungen
2015 gewann Afanasjew für die Reportage Die Kids aus unserem Hinterhof den Deutschen Reporterpreis in der Kategorie „Beste Lokalreportage“. Er war für den Henri-Nannen-Preis sowie den Axel-Springer-Preis nominiert. 2023 wurde er für seine Reportage "Die Geisterfahrer", geschrieben zusammen mit Caterina Lobenstein, erschienen in der Zeit, beim Hansel-Mieth-Preis ausgezeichnet.

## Veröffentlichungen
- Banküberfall, Berghütte oder ans Ende der Welt. Voland & Quist, Dresden, 2017, ISBN 978-3-86391-181-2.
- König, Krim & Kasatschok. Auf der Suche nach dem Russland meines Vaters. btb, München, 2018, ISBN 978-3-442-75751-0.
- mit Eva Kienholz: Borussia Dortmund. Fußballfibel. Culturcon Medien, Berlin 2020, ISBN 978-3-7308-1619-6. (= Bibliothek des Deutschen Fußballs, Band 31)
- Sputnik. Voland & Quist, Berlin/Dresden, 2024, ISBN 978-3-86391-403-5.